# Aurea mediocritas
Aurea mediocritas (daurat 'punt mitjà', 'daurada mitjania' o 'moderació') és una expressió llatina emprada en la filosofia de l'antiguitat per a referir-se al desitjable punt mitjà entre dos extrems de la conducta.

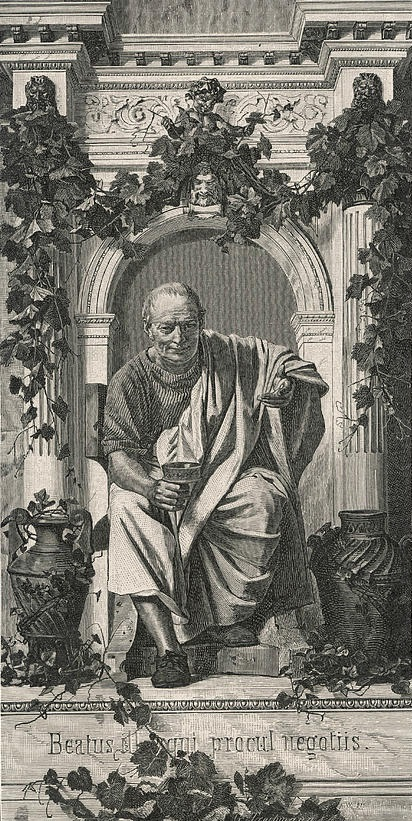
Horaci

## Orígens
Tot i que aquesta expressió és llatina i qui la va fer famosa va ser el poeta romà Horaci (és un dels anomenats tòpics horacians), es poden trobar al·lusions al concepte amb anterioritat en diferents moments de les cultures mediterrànies, especialment entre els filòsofs grecs.

### Creta
Dins la mitologia de la cultura cretenca hi ha la història de Dèdal i Ícar. Quan Dèdal havia construït unes ales per poder escapar ell i el seu fill del rei Minos, fa una advertència a Ícar abans d'emprendre el viatge dient-li: «Vola seguint una ruta mitjana, entre la refrescant escuma del mar i la calor del sol». Ícar, però, no va fer cas del consell del seu pare i va volar més i més amunt fins que el sol va fondre la cera que ajuntava les plomes de les ales. I a conseqüència de no haver seguit el consell de cercar el punt mitjà va caure al mar i va morir ofegat.

### Delfos

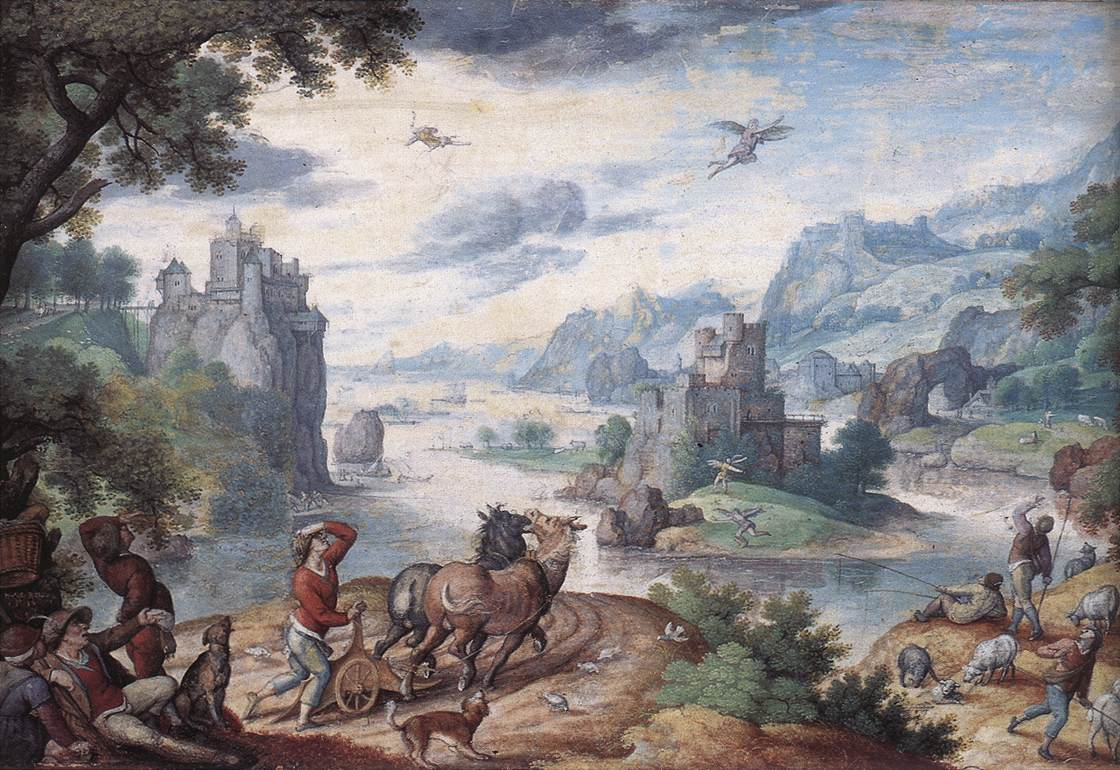
Pintura del que representa la caiguda d'Ícar

Al frontal del temple dòric de Delfos hi havia una inscripció amb la frase: «Res en excés», és a dir, la trobada del punt mitjà es considerava un consell diví.

### Pitagòrics
El primer esment entre els filòsofs pitagòrics del concepte del daurat punt mitjà és atribuït a Teano, en els seus llibres sobre què ha de fer una dona per ser virtuosa.

### Sòcrates
Sòcrates ensenyava que una persona «ha de saber com escollir el mig i evitar els extrems d'ambdós costats tant com sigui possible». Pel que fa a l'educació, plantejava quin seria l'efecte de dedicar el temps exclusivament a la gimnàstica o a la música, segons ell dos extrems oposats. El primer causaria que l'alumne adquirís un caràcter dur i ferotge, mentre que dedicar-se en exclusiva a la música faria un caràcter massa tou i efeminat (μαλακία). En canvi, totes dues exercitacions en un punt mitjà aconseguirien l'harmonia, la bellesa i bondat. Afegia la importància de les matemàtiques per a entendre la veritat i la bellesa d'aquest punt mitjà.

### Plató
La relació proporcional per a aconseguir la bellesa i la bondat està desenvolupada en els seus diàlegs, especialment en La República i en el Fedó. Hi va escriure:
| «                      | SÒCRATES: Qualsevol barreja que no posseeixi, d'una forma o altra, la mesura natural de la proporció, serà necessàriament corrupta en els ingredients que la componen i també serà corrupta la barreja pròpiament dita. Doncs no hi hauria mescla en aquest cas sinó un desequilibri que seria la ruïna de tot el que hi contingués. PROTARC: Molt cert. SÒCRATES: Però ara ens adonem que la força del bé s'ha refugiat en una aliança amb la bellesa de la natura. Doncs la mesura i la proporció es manifesten en totes les àrees de la bellesa i la virtut. PROTARC: Sens dubte. SÒCRATES: Però hem dit que la veritat tendeix juntament amb elles en aquesta mescla? PROTARC: Doncs sí. SÒCRATES: Bé, llavors, si no podem copsar el bé en una forma, l'haurem d'extreure de tres : bellesa, proporció i veritat. Podem dir que aquestes tres formes poden, per dret propi, ser tractades com una unitat i afirmar que la causa és la barreja, ja que el bé és el que fa la mescla bona en si mateixa. | » |
| — Plató, Fedó, 64d-65a | |   |

En una altra obra, les Lleis, Plató aplica aquest principi a la tria d'un governat per a un estat ideal: «Portada d'aquesta manera, l'elecció trobarà el mig entre la monarquia i la democràcia…».

### Aristòtil
En l'Ètica a Nicòmac, Aristòtil tracta el tema de la virtut i apareix constantment l'expressió «… és l'estat mitjà entre…». Per a Aristòtil el bé i el coneixement van units, és a dir, una persona no fa el bé per desconèixer on és el punt mitjà entre una virtut i la conducta oposada. És per això que al llibre hi ha una llarga llista d'exemples o casos pràctics on trobar-lo.
En l'obra Política, Aristòtil critica els espartans per la desigualtat i desproporció en el tracte dels seus ciutadans, per exemple, els homes rebien un entrenament físic en la seva educació però no les dones, i entrenaven com a preparació per a la guerra i no per a la pau. Aquesta manca d'harmonia causava dificultats que Aristòtil reflecteix en aquesta obra.

## Epicur
Epicur deia que, per a aconseguir el bé i la felicitat, primer calia aconseguir la tranquil·litat de l'ànima amb un plaer moderat, punt mitjà entre la torbació i el dolor. «L'absència de torbació i de dolor són plaers estables; en canvi, la joia i l'alegria resulten plaers en moviment per la seva vivacitat. Quan diem que el plaer és un fi, no ens referim als plaers dels immoderats, sinó a trobar-nos lliures de patiments del cos i de torbació de l'ànima». Una vida envoltada d'amistats i de plaers moderats amb el mínim de dolors possible i tranquil·litat en l'ànima, dona la felicitat.

## Horaci
Horaci va fer famosa l'expressió emprant-la per primera vegada en les seves Odes, capítol II, 10. En aquesta part del poema lloa la vida moderada, a mig camí entre la pobresa i la riquesa, lliurant-se dels problemes que ambdues comporten. Al·ludeix a l'intent d'assolir un punt desitjat mitjà entre els extrems o un estat ideal en el qual no afectin en excés ni les alegries ni les penes; està molt influït per l'hedonisme epicureista basat a conformar-se amb el que es té i no deixar-se portar per les emocions desproporcionades.